# Rokkinpo Goroshi
Rokkinpo Goroshi, lanzado el 2 de marzo de 2005, es el cuarto disco de la banda de música experimental Maximum The Hormone y uno de los más importantes que ha publicado, llegando a listas como Oricon.

## Lista de canciones
1. "Rokkinpo Goroshi" (KILL'EM ROCK-ED)(ロッキンポ殺し) – 4:02
2. "Houchou Hasami Cutter Knife Dosu Kiri" (CUTTER KNIFE DOSU KIRI HONJYO ASAMI)(包丁・ハサミ・カッター・ナイフ・ドス・キリ) – 2:25
3. "Nitro BB Sensou" (BB NITRO WAR)(ニトロBB戦争) – 2:04
4. "Falling Jimmy" (STEWARDESS STORIES ~ARE YOU CHI-E-MI~)– 2:09
5. "Kawakita Saruin" (KAWAKITA FROM HELL)(川北猿員) – 1:52
6. "Anal Whiskey Ponce (Re-rec.)" (ASSHOLE WHISKEY PONCE)(アナル・ウイスキー・ポンセ) – 2:14
7. "Rock Bankuruwase" (ROCK UNEXPECTED/UPSET)(ロック番狂わせ) – 2:18
8. "Uehara~Futoshi~" (BORN TO BE BONE)(上原～FUTOSHI～) – 2:36
9. "REIREIREIREIREIREIREIREIMAMAMAMAMAMAMAMA"
(霊霊霊霊霊霊霊霊魔魔魔魔魔魔魔魔) – 3:01
10. "Rolling1000toon" (TSUNAMI «BREAK THE MEDULLA OBLONGATA»)– 2:46
11. "Rock'N'Roll Chainsaw" (CHAINSAW OF ROCK)(ロックンロール・チェーンソー) – 3:28
12. "Koi no Kinako Watashi ni Kudasai" (PLEASE GIVE ME THE KINAKO OF LOVE)(恋のきなこ私にください) – 1:07

## Videoclips
- Rokkinpo Goroshi (ロッキンポ殺し)
- Houchou Hasami Cutter Knife Dosu Kiri (包丁・ハサミ・カッター・ナイフ・ドス・キリ)
- Rock Bankuruwase (ロック番狂わせ)
- Rolling1000toon